# Kőrösi Csoma Sándor út
A budapesti Kőrösi Csoma Sándor út a 31-es főút egy kőbányai szakasza Ligettelek és Óhegy városrészek között.

## Története
A Kőrösi Csoma Sándor út kezdetben a Jászberényi út részét képezte, melyet 1875-ben felosztottak Külső- és Belső-Jászberényi útra.

Régi főútnak számít, mert erre vezetett a Jászberény felé igyekvő postakocsik útja, valamint itt hajtották fel az állatokat a pesti vásárra vagy a hizlaldákhoz, ám az állapota miatt csak kora tavasztól késő őszig volt használható. Rendezetlen környezet, s a közbiztonság hiánya jellemezte akkortájt a környéket.

1942-ben tartották a Kőrösi Csoma Sándor-centenáriumot (ő ugyanis 1842-ben hunyt el), s a Kőbányán lakó Gecse család javaslatára (akik Kőrösi rokonai voltak) még ebben az évben átnevezték a Belső-Jászberényi utat, s így elnyerte mai nevét.

Az út eredetileg nyílegyenesen haladt a Liget tértől az Élessarokig. 1976-1980 között tartott Kőbánya városközpontjának kiépítése. A főút nyomvonal-korrekción és szélesítésen esett át. A Liget és Szent László tér közötti felhagyott szakaszából alakították ki a Kőrösi Csoma sétányt, így a mai útvonal ívesen kanyarodik a városközpontot átszelő szakaszán.

## Nevezetességek
- Szent László tér (1953-1989: Pataky István tér): A kerület egyik központi tere, ugyanis itt található a Szent László-templom, mely 83 méteres magasságával kitűnik környezetéből (az ország harmadik legmagasabb egyházi épülete), valamint a Kőbányai Polgármesteri Hivatal és Önkormányzat, a kerület egyik híres intézményének számító Szent László Általános Iskola, s a szintén híres Kőrösi Csoma Sándor Kőbányai Kulturális Központ (régi nevén Pataky István Művelődési Ház).
- ATV-székház: Az épületet 1964-re épült fel a Kőbánya Mozi számára, mely az első filmszínház volt a második világháború utáni Budapesten. A televíziózás térhódítása és a mozik látogatóinak csökkenése miatt azonban 1999-ben a mozi végleg bezárt, s épülete sokáig üresen állt. 2006-ban költözött be az épületbe az ATV, miután jelentős felújításokat végzett rajta.
- Rottenbiller park: Az egykori kert már a 19. században is a család tulajdona volt: az 1840-es években került Rottenbiller Lipót birtokába. A volt pesti főpolgármester halála után a Dreher családhoz került, s 1913-ban vásárolta meg a főváros a területet, hogy közparkká alakítsa, azonban nem kezdődött meg azonnal az átalakítás, így a terület hamar elburjánzott. A Magyarországi Tanácsköztársaság bukása után lezárták, s csak később, már parkosított formában nyitották meg újra, azonban teljes rendezése csak 1950-ben kezdődött meg. Itt található az 1955-re felépült KÖSZI Kő-café, mely eredetileg Lőwy Sándor Úttörőházként működött a rendszerváltásig.
- Szent László Gimnázium: Kőbánya első középiskoláját 1907-ben alapították, ám jelenleg is álló, saját épülete csak 1915-re készült el Lechner Ödön és Vágó József tervei alapján. 1967 óta országos védettségű műemlék épület, szecessziós stílusa miatt.

## Tömegközlekedés
A környék a tömegközlekedéssel jól ellátott helyek közé tartozik, ugyanis autóbuszokkal és villamosokkal is megközelíthető. Az úton végighaladnak a 3-as, a 28-as, a 28A, a 62-es és a 62A villamosok, valamint a 909-es és 909A buszok, továbbá az út egyes szakaszain haladnak a 9-es, 85-ös, 162-es, 185-ös és a 262-es autóbuszok.

## Galéria

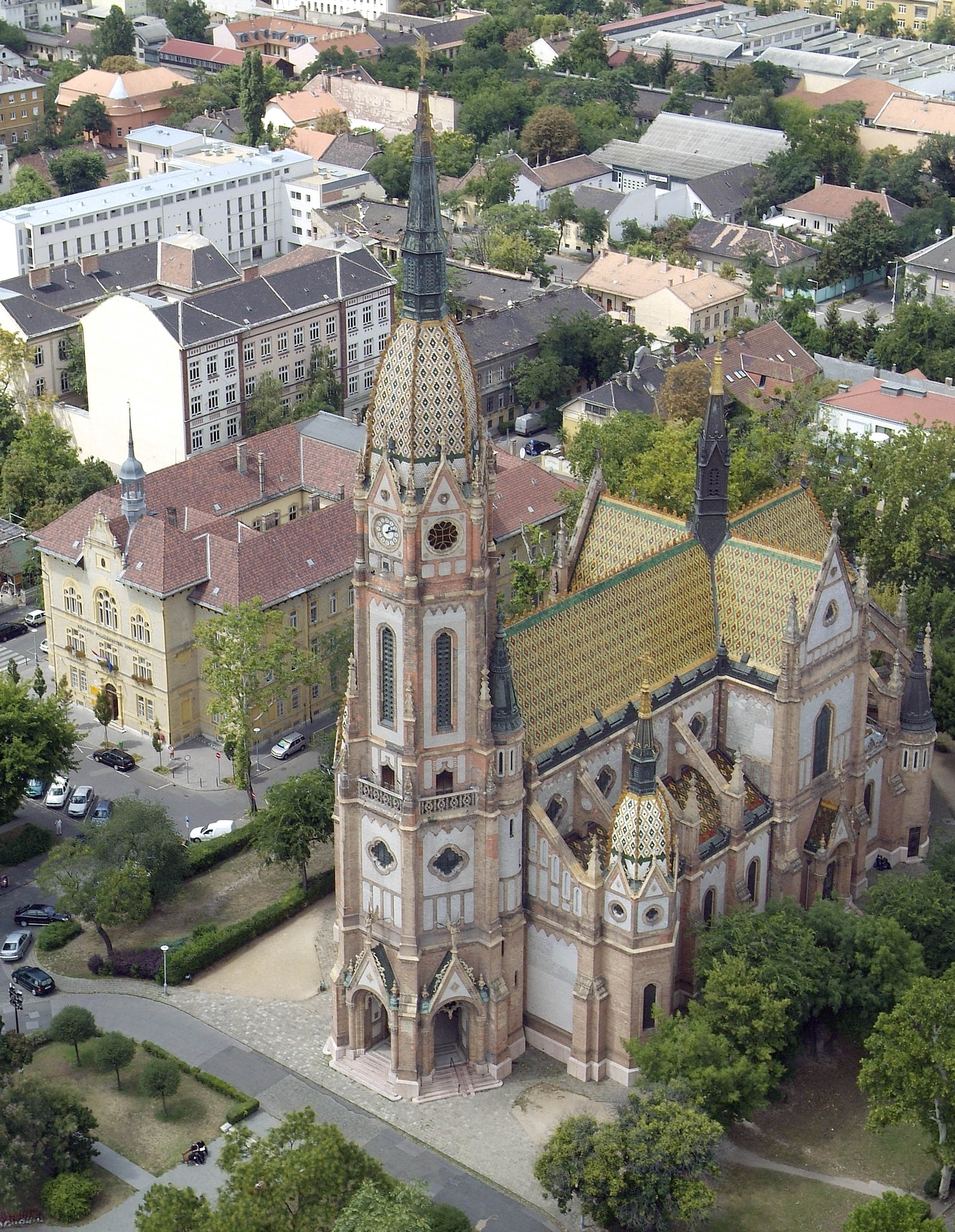
A Szent László-templom
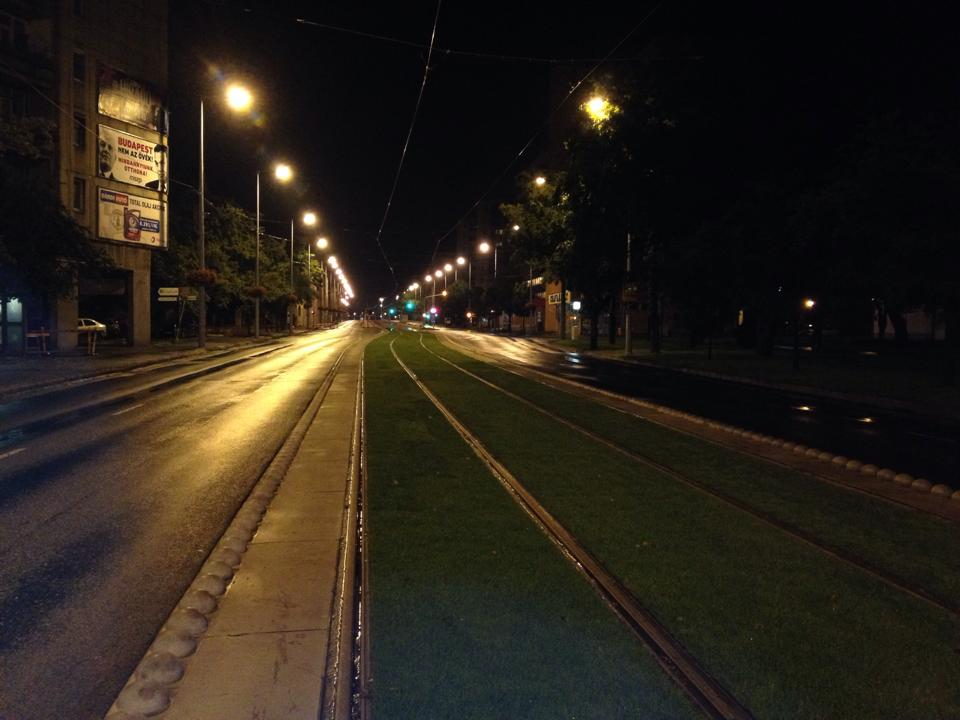
Az út éjjel